# Mia Kupres
Mia Kupres (* 12. Januar 2004 in Edmonton, Alberta) ist eine kanadische Tennisspielerin.

## Karriere
Kupres begann im Alter von sieben Jahren mit dem Tennissport und bevorzugt Hartplätze. Sie spielt bislang vorrangig Turnier der ITF Juniords World Tennis Tour und der ITF Women’s World Tennis Tour, wo sie bislang drei Titel im Doppel gewinnen konnte.
Im Juli 2019 spielte sie ihr erstes ITF-Damenturiner bei den Challenger Banque Nationale de Granby. Sie trat mit Partnerin Annabelle Xu im Hauptfeld des Damendoppels an, wo die beiden aber gegen ihre Landsfrauen Ariana Arseneault und Leylah Fernandez mit 2:6 und 3:6 verloren.
2021 erhielt sie eine Wildcard für die Qualifikation zu den National Bank Open, ihrem ersten Turnier auf der WTA Tour. Sie verlor aber bereits ihr Auftaktmatch gegen Ann Li mit 1:6 und 3:6.
Bei den Australian Open 2022 verlor sie beim Juniorinneneinzel zog sie mit einem 6:4, 4:6 und 6:2 Sieg gegen Hanne Vandewinkel in die zweite Runde ein, wo sie dann gegen Dominika Šalková mit 4:6, 6:4 und 2:6 verlor. Im Juniorinnendoppel zog sie mit ihrer Partnerin Ranah Akua Stoiber mit einem 4:6, 6:3 und [10:7] gegen Carolina Kuhl und Tijana Sretenović ins Achtelfinale ein, wo die Paarung dann aber gegen Clervie Ngounoue und Diana Schneider mit 3:6 und 3:6 verloren. Bei den French Open scheiterte Kupres im Juniorinneneinzel bereits in der ersten Runde mit 1:6 und 0:6 an Mirra Andrejewa. Im Juniorinnendoppel konnte sie an der Seite ihrer Partnerin Ranah Akua Stoiber mit einem 6:3 und 6:2 gegen Aya El Aouni und Kaitlin Quevedo abermals ins Achtelfinale einziehen, wo sie dann aber gegen Sára Bejlek und Lucie Havlíčková knapp in drei Sätzen mit 6:2, 2:6 und [8:10] verloren. In Wimbledon gelang Kupres im Juniorinneneinzel mit einem 6:3 und 6:2 über Angella Okutoyi der Einzug in die zweite Runde, wo sie dann aber gegen Céline Naef mit 2:6 und 4:6 verlor.

## Turniersiege

### Doppel
| Nr. | Datum             | Turnier        | Kategorie | Belag             | Partnerin         | Finalgegnerinnen                   | Ergebnis         |
| --- | ----------------- | -------------- | --------- | ----------------- | ----------------- | ---------------------------------- | ---------------- |
| 1.  | 10. Dezember 2022 | Oberpullendorf | ITF W15   | Hartplatz (Halle) | Xenija Laskutowa  | Arabella Koller Mavie Österreicher | 7:5, 7:5         |
| 2.  | 20. Juli 2024     | Granby         | ITF W75   | Hartplatz         | Ariana Arseneault | Liang En-shuo Park So-hyun         | 6:4, 2:6, [10:6] |
| 3.  | 24. August 2024   | Saskatoon      | ITF W35   | Hartplatz         | Ariana Arseneault | Hiroko Kuwata Maribella Zamarripa  | 6:4, 6:3         |